# Hannah Mancini
Hannah Leah Mancini (művésznevén: Stella Mercury vagy Hannah; Fresno, 1980. január 22. – ) szlovén–amerikai énekesnő és dalszerző. Ő képviselte Szlovéniát a 2013-as Eurovíziós Dalfesztiválon, Malmőben.

## Pályafutása
Hannah énekesnőként és dalszerzőként együttműködött több elismert producerrel és DJ-vel, köztük a Grammy-díjas Larry Kleinnel, Umekkel, Sare Havlicekkel és a D-Pulse együttessel. Az XEQUTIFZ zenekar frontembereként négy évig tevékenykedett, és több rádiós slágert is fűződik a nevükhöz. A dalaikat szlovén és angol nyelven is rögzítették. Stella Mercury művésznéven underground elektronikus zenei projekteken is dolgozott, első ilyen kislemeze Mike Vale-lel készült.
2013. február 1-jén-én a Radiotelevizija Slovenija (RTVSLO) bejelentette, hogy őt választották ki, hogy képviselje Szlovéniát a 2013-as Eurovíziós Dalfesztiválon. Versenydala, a Straight Into Love 2013. február 14-én jelent meg, amit egy erre az alkalomra megrendezett dalbemutató műsorban adott elő először. A dalfesztivál május 14-én rendezett első elődöntőjéből nem jutott tovább a döntőbe. A dalhoz több remix is készült. Hannah később együtt dolgozott a WD2N DJ-duóval. 2014-ben társszerzője volt Szlovénia eurovíziós dalának, a Spet/Round and Roundnak, amely bejutott a verseny döntőjébe és a huszonötödik helyen végzett.
2016-ban a horvát producerekkel, Marc Grabberrel és Krešimir Tomccal közösen kezdték el a Heron projektet. Első albumuk, a Momentum 2017 decemberében jelent meg.

## Magánélete
Férjével, Gregával egy kislányuk van, Astrid.

## Diszkográfia

### Kislemezek
- Straight Into Love (2013)